# Mieczysław Kaufman
Mieczysław Kaufman (ur. 14 października 1864 w Krośniewicach, zm. 21 listopada 1916 w Łodzi) – polski lekarz, ginekolog, łódzki działacz społeczny. 

## Rodzina, nauka, studia
Był synem Juliana, powstańca styczniowego, więźnia Cytadeli warszawskiej.
Po ukończeniu gimnazjum w Warszawie studiował w latach 1885–1891 medycynę na uniwersytecie w Dorpacie,  potem w klinikach ginekologicznych w Dreźnie i Wiedniu odbył niezbędne praktyki. 

## Praca
W 1892 zamieszkał na stałe w Łodzi i pracował w Żydowskim Szpitalu im. małżonków Izraela i Leony Poznańskich przy ul. Seweryna Sterlinga 1/3), później we własnej lecznicy ginekologiczno-położniczej przy ul. Benedykta (obecnie ul. 6 Sierpnia) 15.
Ogłosił 22 prace naukowe z zakresu ginekologii, etyki lekarskiej, biologii i pedagogiki.

## Działalność społeczna
Kaufman był sekretarzem Towarzystwa Lekarskiego Łódzkiego.
W 1905 roku w Łodzi, wraz z doktorem Sewerynem Sterlingiem, był założycielem Towarzystwa Krzewienia Oświaty (TKO) i został jego prezesem. Towarzystwo zostało zarejestrowane przez władze rosyjskie 29 lipca 1906. Posiadało kilka odrębnych sekcji: biblioteczną, walki z analfabetyzmem oraz uniwersytet społeczny, a od 1907 także sekcję jidysz, w ramach której powstały dwie biblioteki.
W trakcie rewolucji 1905 roku w mieszkaniu Kaufmana spotykał się Łódzki Komitet Robotniczy Polskiej Partii Socjalistycznej (PPS) na tzw. biura partyjne.

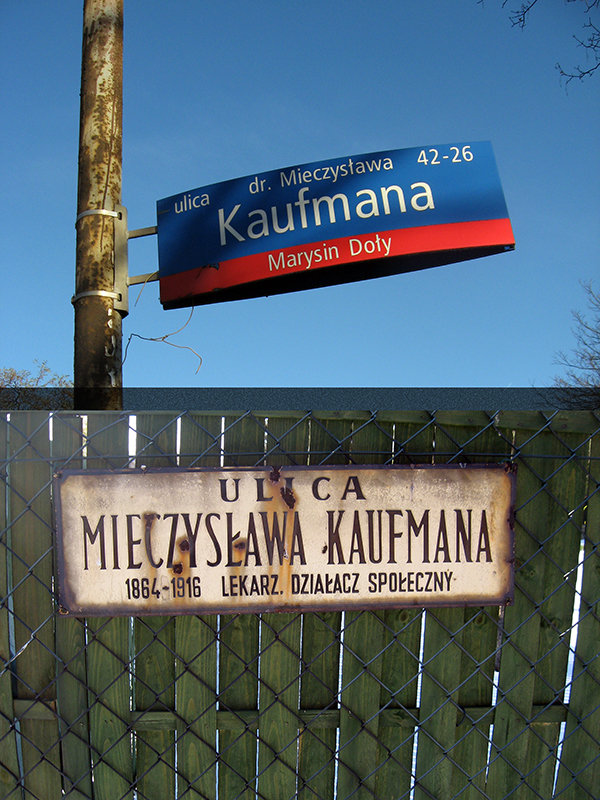
Ul. Mieczysława Kaufmana w Łodzi

Przyczynił się do utworzenia Muzeum Nauki i Sztuki w Łodzi w kwietniu 1911. 
Podczas I wojny światowej zabiegał o powołanie do życia biblioteki publicznej (m.in. na bazie zbiorów TKO), wchodził też w skład Towarzystwa Biblioteki Publicznej.
Był założycielem stowarzyszenia „Lokator”, mającego na celu m.in. początkowo obronę robotników przed eksmisją z mieszkań, a potem budowę mieszkań spółdzielczych.

## Miejsce spoczynku
Zmarł na zawał serca 21 listopada 1916 i został pochowany na cmentarzu ewangelickim (obecnie komunalnym) w Łodzi na Dołach.